# ペゴニャーガ
ペゴニャーガ（伊: Pegognaga）は、イタリア共和国ロンバルディア州マントヴァ県にある、人口約6,900人の基礎自治体（コムーネ）。

## 地理

### 位置・広がり

#### 隣接コムーネ
隣接するコムーネは以下の通り。
- ゴンザーガ
- モーリア
- モッテッジャーナ
- サン・ベネデット・ポー
- スッザーラ

### 気候分類・地震分類
気候分類では、zona E, 2411 GGに分類される。
また、イタリアの地震リスク階級 (it) では、zona 3 (sismicità bassa) に分類される。

## 行政

### 分離集落
ペゴニャーガには、以下の分離集落（フラツィオーネ）がある。
- Galvagnina, Polesine, Sacca